# Pâte de Keyes
La pâte de Keyes est un mélange composé d'eau oxygénée et de bicarbonate de sodium utilisé en odontologie pour ses propriétés antiseptiques et anti-inflammatoires. Cette préparation est utilisée dans le traitement des parodontites.
Elle a une action bactéricide, mais son action anti-plaque est faible.